# Aaron Swartz
Aaron Hillel Swartz (8. studenog 1986. – 11. siječnja 2013.), američki računalni programer, pisac, politički organizator i internetski aktivist. Swartz je bio uključen u razvoj formata za razmjenu Web sadržaja RSS, organizacije Creative Commons, razvojnog okvira za Web sjedišta web.py i društvenog Web sjedišta Reddit.
Swartz je postao ravnopravni partner u Redditu nakon spajanja Reddita s njegovom kompanijom Infogami. Njegov kasniji rad bio je usredotočen na sociologiju, građansku svijest i aktivizam. 2009. godine, sa željom da uči o učinkovitom aktivizmu, pomogao je pokrenuti Progressive Change Campaign Committee. 2010. godine postao je znanstveni novak pri Istraživačkom laboratoriju za institucionalnu korupciju Safra na sveučilištu Harvard pod vodstvom Lawrenca Lessiga. Osnovao je online grupu Demand Progress, poznatu po kampanji protiv prijedloga zakona SOPA/PIPA.
6. siječnja 2011. Swartza je uhitila policija MIT-a pod optužbom za provalu, nakon što je sustavno preuzimao članke iz digitalne knjižnice akademskih časopisa JSTOR. Federalno tužiteljstvo kazneno je gonilo Swartza, zbog čega mu je prijetila maksimalna kazna od milijun dolara i 35 godina zatvora.
Dvije godine poslije, dva dana nakon što je tužiteljstvo odbilo drugu ponudu nagodbe njegova odvjetnika, Swartz je pronađen mrtav u svojem stanu u Brooklynu u New Yorku, gdje se objesio.
U kolovozu 2013. Swartz je postumno uveden u Internetsku kuću slavnih.

## Život i rad
Swartz je rođen u Highland Parku, Illinois (predgrađe Chicaga), najstariji je sin židovskih roditelja Susan i Robert Swartz,te brat Noina i Benjamina. Njegov otac je osnivač softverske tvrtke Mark Williams Company. Swartz je bio posvećen proučavanju računala, programiranja, interneta i internetske kulture. Pohodio je North Shore Country Day School, malu privatnu školu u blizini Chicaga, sve do 9. razreda. Napustio je srednju školu u 10. razredu i upisao koledž u Chicagu.
U dobi od 13 godina, Swartz je osvojio nagradu ArsDigita, koja se daje mladima koji stvaraju "korisne, obrazovne i suradničke" nekomercijalne web stranice. U dobi od 14 godina postao je članom radne skupine koja je napisala specifikaciju za RSS 1.0. Aaron je često radio na svom blogu, u kojem je pisao o raznim stvarima kao što su njegova iskustva na Stanfordu, njegovu ulogu u stvaranju CreativeCommons-a, zakona o autorskim pravima te o mnogo drugih tema.

### Poduzetništvo
Swartz je pohađao Sveučilište Stanford. Tijekom svoje prve godine, Swartz se prijavio na Y Combinatorov prvi Ljetni Osnivački program na kojem je prezentirao rad na startupu zvanom Infogami, dizajniran kao fleksibilan sustav za upravljanje sadržajem kako bi se omogućilo stvaranje bogatih i vizualno zanimljivih web stranica ili stranica obliku wiki za strukturirane podatke. Nakon rada na Infogamiju sa suosnivačem Simonom Carstensenom, tijekom ljeta 2005. godine, Aaron je odlučio da se ne vrati u Stanford, umjesto toga ,odlučio se nastaviti razvijati i potražiti novčana sredstva za Infogami.
Kao dio svog rada na Infogami-ju, Swartz je stvorio sučelje za web aplikacije web.py jer je bio nezadovoljan drugim dostupnim sustavima na programskom jeziku Python. Početkom jeseni 2005. Swartz je surađivao s osnivačima druge tvrtke koja je nastajala na Y-Combinatoru, Reddit, kako bi prepisala njihovu Lisp šifru koristeći Python i web.py. Iako je Infogamiova platforma napuštena nakon što su kupili Not A Bug, Infogamijev softver se koristio za podršku projektu Open Library knjižnice internetskog arhiva i web.py web sučelje je poslužio kao osnova za mnoge druge projekte Swartza i mnogih drugih.
Kada Infogami nije pronašao dodatna sredstva, organizatori Y-Combinatora predložili su da se Infogami spoji s Redditom, što je učinio u studenom 2005. kako bi stvorio novu tvrtku Not A Bug posvećenu promicanju oba proizvoda. Iako su oba projekta u početku borila za korisnike, Reddit je počeo postizati veliku popularnost u 2005. i 2006. godini.
U listopadu 2006. godine, temeljeno na uspjehu Reddit-a, Not A Bug je kupljen od strane Condé Nast Publications, vlasnika Wired magazina. Swartz se preselio sa svojom tvrtkom u San Francisco radi na Wiredu. Swartz je pronašao uredski život neugodan, i naposljetku je napustio tvrtku.
U rujnu 2007. Swartz se pridružio suosnivaču tvrtke Infogami Simonu Carstensenu kako bi pokrenuo novu tvrtku Jottit u drugom pokušaju da stvori još jedan sustav za upravljanje sadržajem u Pythonu.

### Aktivizam
Godine 2008. Swartz je pokrenuo Watchdog.net, "dobru stranicu vlade sa zubima", kako bi skupio i vizualizirao podatke o političarima. U istoj godini, napisao je široko rasprostranjeni Guerilla Open Access Manifesto.
Jedan od njegovih zloglasnijih djela koja podupire aktivizam je Deaddrop, sada preimenovan u SecureDrop, platformu za sigurnu komunikaciju između novinara i izvora (zviždača) koji se koriste u nekoliko organizacija za tisak, uključujući ProPublicu, The Intercept, The Guardian i The Washington Post.

### Odbor kampanje za progresivnu promjenu
U 2009. godini, želeći saznati o učinkovitom aktivizmu, Swartz je pomogao pokrenuti Odbor za progresivnu promjenu. Napisao je na svojem blogu: "Dane provodim s novim načinima da se postignu progresivne politike i izaberu progresivni političari". Swartz je vodio prvi aktivistički događaj svoje karijere s Odborom za progresivnu promjenu isporučujući tisuće "Poštujte Kennedy-ja "potpisa zakonodavcima Massachusettsa tražeći od njih da ispune zadnju želju bivšeg senatora Teda Kennedyja tako što imenuju senatora da glasaju za reformu zdravstvene zaštite.

### Wikileaks
Dana 27. prosinca 2010. Swartz je podnio zahtjev za informacije prema Zakonu o slobodi informiranja (FOIA) kako bi saznao o tretmanu Chelsea Manning, navodnog izvora za WikiLeaks.

### Wikipedia na Engleskom
Swartz je vrlo aktivno sudjelovao kao urednik na engleskoj Wikipediji. Prvo se pridružio Wikipediji u kolovozu 2003. 2006. se neuspješno natjecao za Upravni odbor Zaklade Wikimedija.
Godine 2006. Swartz je napisao analizu kako se pišu članci na Wikipediji i zaključio da većina stvarnog sadržaja dolazi od nekoliko desetaka tisuća povremenih suradnika ili "autsajdera", od kojih svaki neće dati mnoge druge doprinose na web mjestu, dok jezgrena skupina od 500 do 1.000 redovitih urednika može ispraviti pravopisne i druge pogreške oblikovanja.
Prema Swartzu: "oblikovatelji pomažu suradnicima, a ne obrnuto." Njegovi zaključci, na temelju analize povijesti uređivanja nekoliko slučajno odabranih članaka, proturječili su mišljenju suosnivača Wikipedije Jimmyja Walesa, koji je vjerovao da je osnovna grupa redovitih urednika pružala većinu sadržaja, dok su tisuće drugih pridonijeli oblikovanju. Swartz je došao do svojih zaključaka računajući ukupan broj znakova koje je urednik dodavao u određeni članak, a Wales je preuzeo ukupan broj uređivanja.
Swartz je, između ostalog, stvorio brojne članke o političkim institucijama Sjedinjenih Država, vladinim dužnosnicima i piscima. Njegovo posljednje uređivanje napravljeno je u siječnju 2013., dan prije samoubojstva.

## Razvoj softvera

### RDF/XML at W3C
Godine 2001. Swartz se pridružio radnoj grupi RDFCore na World Wide Web Consortiumu (W3C), gdje je napisao RFC 3870, Application / RDF + XML Registration Media Type. U dokumentu je opisana nova vrsta medija, "RDF / XML", dizajnirana za podršku semantičkom webu.

### Markdown
Swartz je bio glavni suradnik Markdowna, jednostavnog jezika za generiranje HTML-a i autora je njegova html2text prevoditelja. Sintaksa za Markdown bila je pod utjecajem Swartzovog ranijeg ATX jezika (2002), koji se danas prvenstveno pamti zbog njegove sintakse za određivanje zaglavlja, poznatih pod nazivom atx-style headers.
Markdown i danas ostaje u širokoj upotrebi.

### Open Library
Nakon njegove smrti, objavljeno je da je oko 2006. Swartz stekao kompletni bibliografski skup biblioteke Kongresa: knjižnica je naplaćivala naknade za to, ali kao vladin dokument nije bila zaštićena autorskim pravom unutar SAD-a. Objavljivanjem podataka na OpenLibraryu, Swartz je to učinio slobodno dostupnim. Projekt Kongresne knjižnice je odobren od strane Ureda za autorska prava. Drugi izvori pokazuju da je datoteka donacija Internet Arhivu iz knjižničnog sustava Državnog sveučilišta Plymouth, Scriblio. Bez obzira na izvor, datoteka je postala temelj za Open Library, sa Swartzom kao glavnim dizajnerom.

### Tor2web
2008. godine, Swartz je radio s Virgilom Griffithom na dizajnu i implementaciji Tor2weba, HTTP proxyja za Tor-skrivenu uslugu. Proxy je dizajniran tako da omogući jednostavan pristup Toru iz osnovnog web preglednika.

### DeadDrop
U 2011. – 2012. Swartz, Kevin Poulsen i James Dolan osmislili su i implementirali DeadDrop, sustav koji omogućuje anonimnim informatorima slanje elektronskih dokumenata bez straha od razotkrivanja. U svibnju 2013. godine The New Yorker je pokrenuo prvu instancu softvera pod imenom Strongbox. Zaklada za Slobodu medija (FPF) od tada je preuzela razvoj softvera, koji je preimenovan u SecureDrop.

## Smrt, sprovod i memorijalna okupljanja

### Smrt
Uvečer 11. siječnja 2013. Swartza je mrtvog u njegovu stanu u Brooklynu pronašla njegova partnerica Taren Stinebrickner-Kauffman. Glasnogovornica medicinskog istražitelja New Yorka izvijestila je da se objesio. Nije pronađeno oproštajno pismo. Swartzova obitelj i njegova partnerica su stvorili memorijalnu stranicu na kojoj su izdali izjavu, rekavši: "Koristio je svoje vještine kao programer i tehnolog ne da se obogati, nego da internet i svijet učini pravednijim i boljim mjestom".
Nekoliko dana prije Swartzovog sprovoda, Lawrence Lessig napisala je oproštajni govor za svog prijatelja i nekadašnjeg klijenta u eseju, ''Tužitelji kao zlostavljači''. Odbacila je neproporcionalnost Swartzove tužbe i rekla: "Pitanje koje ova vlada treba odgovoriti je zašto je bilo toliko nužno da se Aaron Swartz označi kao " zločinac ", jer je u 18 mjeseci pregovora to bio ono što nije volio prihvatili. " Cory Doctorow napisao je:" Aaron je imao nenadmašnu kombinaciju političkog uvida, tehničke vještine i inteligencije o ljudima i pitanjima. Mislim da je mogao revolucionirati američku (i svjetsku) politiku. Njegova ostavština može to još uvijek ostvariti „.

## Vanjske poveznice
- Službena web stranica
- rememberaaronsw.com
- Korisnička stranica Aarona Swartza na Wikipediji
- Guerilla Open Access manifest
- Aaron Swartz kolekcija na Internet arhivu